# Pleurogonium serratum
Pleurogonium serratum là một loài chân đều trong họ Paramunnidae. Loài này được Beddard miêu tả khoa học năm 1886.